# Bailou, Shangqiu
Bailou (kinesiska: 白楼, 白楼乡) är en socken i Kina. Den ligger i provinsen Henan, i den centrala delen av landet, omkring 150 kilometer sydost om provinshuvudstaden Zhengzhou. Antalet invånare är 26 780. Befolkningen består av 13 549 kvinnor och 13 231 män. Barn under 15 år utgör 23,0 %, vuxna 15-64 år 66 %, och äldre över 65 år 9,0 %.
Genomsnittlig årsnederbörd är 879 millimeter. Den regnigaste månaden är juli, med i genomsnitt 185 mm nederbörd, och den torraste är januari, med 6 mm nederbörd.